# デストロイ オール ヒューマンズ!
『デストロイ オール ヒューマンズ!』（Destroy All Humans!）は、アメリカのパンデミック・スタジオが開発し、2007年2月22日に発売されたオープンワールドゲーム。
2020年にはPlayStation 4 / Xbox ONE / Windows PCで、2021年にはNintendo Switchでリメイク版が発売された。
続編に『Destroy All Humans! 2』（日本未発売、2006年、PlayStation 2 / Xbox）、『Destroy All Humans! Big Willy Unleashed』（日本未発売、2008年、Wii）、『Destroy All Humans! Path of the Furon』（日本未発売、2008年、Xbox 360 / PlayStation 3）、モバイルゲーム用に『Destroy All Humans! Crypto Does Vegas』（日本未配信、2007年 - 2016年）がある。

## 内容
本作は1957年のアメリカ合衆国が舞台となっており、その当時のライフスタイル・ポップカルチャー・政治情勢がパロディされている。
プレイヤーはフュロン種のエイリアンCryptosporidium 137（クリプト137）を操作してゲームを進めていく。
本作にはクリプト137を操る地上戦と、クリプト137が乗り込んだUFOを操縦して民家や軍施設を襲撃する空中戦がある。
地上戦
クリプト137は、人間の撃つ銃弾などの攻撃に耐えるバリアフィールドを展開しているため、人間の攻撃を受けるとバリアフィールドのゲージが減少する。ゲージは一定時間で回復するが、0になりバリアフィールドが消えた状態で攻撃を受けると、ゲームオーバーとなる。また、場面は少ないが、水に触れると即死する。このようにクリプト137は打たれ弱く、コンティニューした場合には、次のクローン・クリプトが作成されて再出撃するようになっている。

### 武装
クリプト137がゲーム中で使用する武装。死亡した人間から抽出したエンドルフィン（ゲーム内では通貨替わりになっている）を集めてアップグレードすることも可能。
ただし、クリプト137が姿を見せたり、一般市民への攻撃（エンドルフィン採取）を行うと警戒レベルが上昇し、クリプト137を攻撃する警官や秘密組織マジェスティックのエージェントが増える。
クリプト137の武装
ザッパー
前方に攻撃できる初期装備。当たったニンゲンは感電して悶える。
分解レーザー
前方に高威力のエネルギー弾を撃ち出す。当たったニンゲンは骨になる。
イチジクビーム
チャージ式のビーム。当たったニンゲンは尻からエンドルフィンを放出して死亡する。
イオンランチャー
R1ボタンを長押しして射程を調整し、射出後に任意のタイミングでR1ボタンを押すと爆発して周囲を吹き飛ばす。車両や建造物の爆破にも使用できる。
UFOの武装
熱線砲
R1ボタンを押している間、発射され続ける赤い熱線。ターゲットを溶かす。
連続使用し過ぎるとUFOがオーバーヒートする。
ソニックブーム
弾数制限のある衝撃波を発射する。建物を破壊すると補充弾が登場することがある。
牽引ビーム
R1ボタンを押し続けている間、UFOの下にいる人間、車両、牛を空中に持ち上げることができる。攻撃用ではない。
量子分解砲
周囲を爆風で巻き込んで破壊できる。弾数制限があるが、ソニックブーム同様に建物を破壊すると補充弾が登場することがある。

### 超能力
クリプト137が使用できる超能力。
変身
ニンゲンの姿に変身できる。警戒レベルを上げずに行動することができる。
サイコキネシス
指定したオブジェクトを持ち上げたり、振り回したり、任意の方向へ投げ飛ばすことができる。
催眠術
指定した人物に「注目を集めろ」、「眠れ」といった行動を取らせることができる。「UFOに移動しろ」、「ロックを解除せよ」といったミッションのクリアのための行動を取らせることもある。
エンドルフィン抽出
死亡した人間からエンドルフィンを抽出する。イチジクビームより効率は悪い。

### 日本でのローカライズ
日本版ではその残虐性により、欧米版の内容でのソニー・コンピュータエンタテインメントによる発売承諾が不可能であったため、PS2版はシナリオを大幅に改変して15歳以上対象のバカゲーとして販売された。その際、各種ムービーの映像を変更せずにセリフを欧米版とまったく無関係のものに変更するという、「声優無法地帯」と呼ばれたアニメ『ビーストウォーズ 超生命体トランスフォーマー』を彷彿とさせる手段がとられた。日本版のプロデューサーを務めた小堤正人はSEGA VOICEのインタビューの中で、日本版監修に山本弘を呼んだ理由について「自分の知り合いで専門分野に詳しい人を引き入れたら結果的にこのようなメンバーになってしまいました。」と話している。
また、普通のゲームと一味違うという雰囲気を出すため、主役のクリプト137の話し言葉は関西弁に設定された。小堤は本格的な関西弁ではなく、あくまでもそれに近い話し言葉だとしている。
また、クリプトが人間を襲う理由も大幅に変えられており、オリジナル版では自分のクローンを作るために人間のDNAを採取するという設定が用意されている一方、日本版では「天然もののエンドルフィンを採取する」という内容になっている。
シナリオの改変について小堤は、前述の『ビーストウォーズ』や『幽霊城のドボチョン一家』などを例に出し、昔のアニメやドラマではごく普通に行われていたため、あまり大変ではなかったと話している。
キャストは演技力とキャラクターのイメージに合わせて割り振られたものの、最終的には人気声優やベテランを中心とした豪華な人選となった。
また、本作には『超生命体トランスフォーマー ビーストウォーズリターンズ』にて恋仲になるラットルとボタニカの日本語版吹替えを担当した山口勝平と田中敦子が参加しており、本作でも声優楽屋オチネタが入っている。
なお、2020年にPS4 / XONE / Windows PC、2021年にSwitchで発売されたリメイク版は18才以上のみ対象となり、日本でもアレンジされることなく原語版に忠実な字幕入りで発売された。日本限定のプロモーション映像では、PS2版でクリプトを演じた山口勝平がアメリカ版に忠実な「パチモンじゃねえ正真正銘のクリプト様」としてナレーションを入れている。

## あらすじ
注：以下の内容は、日本版のストーリーです。上述のように欧米版とはまったく異なります。
フュロン星の遺伝子研究の第一人者だが貧しいオルソポックス博士は、高額で取り引きされている天然エンドルフィンを集めるためにクリプトスポリジウム型クローンを地球に派遣していた。だが、派遣していた136番目のクローンクリプト136との連絡が途切れていた。心配した博士はクリプト137を地球に派遣する。
クリプト大地に立つ!
早速地球に降り立ったクリプトはウシにファーストコンタクトを試みるが、糞をひっかけられそうになる。クリプトがウシをサイコキネシスで吹き飛ばしたところ、牧場主であるニンゲンが現れ、いきなり発砲される。ニンゲンを知的生命ではないとみなしたクリプト137は、エンドルフィンを有する人間を狩りながら、クリプト136を探す。
人間標本5、6人
クリプト137は情報収集のため、祭りを開催中のロックウェル市に来る。市長による演説中に人々の思考をスキャンしてみると、誰もかれもが「ミス・ロックウェル」のことを考えていた。「ミス・ロックウェル」こそがニンゲンのリーダーだと判断した博士の指示に従い、クリプト137はミス・ロックウェルを洗脳して捕獲に成功する。その際、彼は軍隊の襲撃を受けるも、撃退する。
だが、メディアは「大竜巻が祭りの会場を吹き飛ばした」という事実とは異なるニュースを流した。
無闇に光る牛
夜な夜なロックウェルに緑色に光る牛が出没する。この牛はニンゲンの科学者がDNAを改造して生み出したものであり、DNAを改造するとエンドルフィンの質が落ちるというデメリットがあった。科学者を倒したクリプト137は博士の指示で、騒動が大きくなったロックウェルから隣のサンタモデスタ市へと移動する。
超兵器プール1号
サンタモデスタでは、市長がプールパーティーと称して宇宙人を追い出すための儀式を行っており、クリプト137は妨害に乗り出す。
笑われた街
マジェスティックという秘密組織のエージェントたちの会話を盗み聞きしたクリプトは、組織がテレビ番組にサブリミナル映像を混ぜて洗脳しようとしていることを知る。洗脳によって、共産主義との戦争が起きるとニンゲンが減ってしまう。博士の指示で、クリプトはエージェントらの車を破壊して資料を焼くと共に、逆に母船から電波を流してニンゲンを洗脳しようとする。しかし、母船からの電波が強すぎて、ニンゲンたちは血を吹きだして弾けてしまう。
回収総進撃!
前回の洗脳電波は事故だったということで、クリプト137は再チャレンジしようとするも、町には武装したマジェスティックだらけだった。
宇宙から来た食いしん坊
マジェスティックの装備が明らかにニンゲンの科学レベルを超えていることを不審に思った博士は、クリプトに調査をさせる。
クリプト137は、マジェスティックがクリプト136から奪った装備を利用していると考え、マジェスティックの1人を誘拐することに成功。尋問するが何も話さないのに業を煮やして、クリプトは頭を改造し、ロックウェルに秘密があることを聞き出した。
青月（ブルームーン）を見るな!
マジェスティックは、ロックウェルのドライブインシアターで洗脳映画を流していたが、クリプトの妨害により元の映画（『大怪獣ガメラ』）に差し替えられる。
爆破っ子
クリプトは町を爆破してマジェスティックをおびき寄せ、基地を徹底的に破壊する。
懐柔電波（前編）
マジェスティックによる世論操作は進んでおり、このままでは共産主義との戦争になる。
それを防ぐために、博士は人気の深夜ラジオ番組「バート・ホワイザーのオールナイトアメリカ、ゴーズオン!」のパーソナリティーであるバート・ホワイザーを利用しようと思いつく。
しかし、バートは既にマジェスティックに誘拐された後だった。クリプトはバートの救出、洗脳に成功する。
懐柔電波（後篇）
アームキスト将軍が率いる軍隊が、放送局が共産主義に乗っ取られたと進軍してきた。クリプトは電波塔と放送局を守るために戦う。
バートはマジェスティックについて語り、フュロン星人こそ友人だと放送した。
ニュースはバートが精神異常によって緊急入院したという虚報を流していた。
兄、覚えていますか?
フュロン星人の反応をキャッチしたクリプトは、荒野の軍事基地に侵入する。しかし、ようやく見つけたクリプト136は既に解剖されていた。クリプトはマジェスティックの殲滅を決意する。
その名は136
クリプトは基地を完全に破壊するために、再び荒野の軍事基地を訪れる。
盗まれたウルトラボム
クリプトはアームキスト将軍のいる基地を襲撃し、配備されていた原爆を奪う。辛くも生き延びた将軍は少佐の護衛のために後退した。それをクリプトはUFOで追う。
秒殺都市
サンタモデスタ全体がマジェスティックの秘密基地だったことが判明し、クリプトはUFOの量子分解砲で町を破壊しつくす。
島を見た
洋上の孤島にある秘密基地にUFOで向かったクリプトはマジェスティックの新兵器によって捕らえられてしまう。
どうにか脱出したクリプトは島を破壊する。
怪しい軍人
アメリカ国防省ではアームキスト将軍と少佐が言い争っており、その中で少佐が大統領から全軍の全権を得たことが明かされる。
ばけてくれ
アームキスト将軍は、これまでの事態はソ連の共産主義者によるものだとし、モスクワを先制攻撃すべく軍幹部を集めて会議を開いた。クリプトは幹部に化けて会議に潜入し、反対意見を出す。怒ったアームキストはクリプトを共産主義者と罵って発砲するが、クリプトに返り討ちにされる。ニュースでは「アームキスト将軍が命を張って共産主義者のクーデターを止めた」ことになっていた。
撃つな! クリプト
大統領こそがマジェスティックのボスだと考えたクリプトは大統領とすり替わろうとするが、それはマジェスティックの罠だった。
また、これまでの事件がソ連の共産主義者の仕業であったとして、ソ連と戦争をするための大統領演説が始まろうとする。
クリプトは演説開始までに大統領を殺害する。ニュースは「大統領が共産主義者に襲われて入院中」と報じていた。
宇宙人 投票に現る
ソ連との開戦のための立法が投票によって決められることになった。クリプトは投票に来た議員を殺害することで立法を妨害した。
新聞ではこの大虐殺と共産主義者を大統領が非難したと報じた。
プラズナーNo.7
マジェスティックが所有し、UFOをも破壊する兵器「プラズナー」、これを破壊するとともに、操作している人を洗脳する指示が博士から下される。
ニュースは「各地で変電所が爆発」と報じていた。
どつきあい宇宙（そら）
クリプトはアメリカ合衆国議会議事堂へと向かった。そこにはクリプト136から全てを聞き出していた少佐が待ち受けていた。そしてマジェスティックの最終兵器、巨大な「ロボ大統領」も待ち受けていた。

## 登場人物
クリプト137（Cryptosporidium 137）
吹き替え：山口勝平
胡散臭い関西弁をしゃべる宇宙人。火星人（欧米版ではリトル・グリーン・メン）と間違えられると怒る。
テレパシー能力を持っており、通行人や兵士の心の声を聞くことができる。
なお、彼がプレイ中に死ぬとクローン培養でクリプト138、139と番号が一つずつ増えていくが、性格は137のまま。
ポックス博士(Orthopox 13)
英：リチャード・ホーヴィッツ/吹き替え：大塚芳忠
クリプト同様胡散臭い関西弁をしゃべる宇宙人。フルネームはオルソポックス13。
トンデモさん
吹き替え：チョー
アームキスト将軍
吹き替え：富田耕生
少佐
英：ニカ・フッターマン/吹き替え：田中敦子
秘密組織マジェスティックの長にして、ラスボス。マジェスティックはアメリカ大統領ですら指揮下に置いている。
ガスマスク状のマスクをつけており、最終面までは性別不能だが、女性。ただし、クリプト曰く「萌え不足」。
少佐というのは階級が低すぎるのではないかと作中でクリプトが疑問を呈している。正解は明らかにされていないが、ポックス博士は「少佐と呼ばれ慣れているからではないか」との推測を述べている。
バート・ホワイザー
吹き替え：うすいたかやす
深夜ラジオ番組の人気パーソナリティー。
クラビス夫人
吹き替え：滝沢ロコ
クリプトを火星人と呼んだ人物の一人
ロックウェル市長
吹き替え：大川透
メン・イン・ブラック
吹き替え：宗矢樹頼、松本大
黒いスーツの男達。マジェスティックのエージェント。
ハフマン大統領
吹き替え：青野武
アメリカ合衆国大統領。
クリプトは一時は大統領こそがマジェスティックのボスではないかと疑い、パレード中の大統領を襲撃する。
終盤、脳を巨大人型ロボに移植し「ロボ大統領」となって蘇り、クリプトの前に立ちふさがる。
クリプト136
クリプト137の兄。彼が消息不明になったことがきっかけで137が出撃した。

## 日本語版主題歌
- 『馬鹿がUFOでやってくる』 - 作詞：佐藤大輔、作曲：Meeon、歌：フレーベル少年合唱団+クリプト137（山口勝平）

## 備考
タイトルは映画『怪獣総進撃』（1968年、東宝）の英題『Destroy All Monsters』のもじりではないかと、監修を勤めた山本弘は推測している。